# Скела-Кладовей
Скела-Кладовей (рум. Schela Cladovei) — село у повіті Мехедінць в Румунії. Адміністративно підпорядковане місту Дробета-Турну-Северин.
Село розташоване на відстані 276 км на захід від Бухареста, 3 км на захід від Дробета-Турну-Северина, 101 км на захід від Крайови.

## Населення
За даними перепису населення 2002 року у селі проживали 5458 осіб.
Національний склад населення села:
| Національність | Кількість осіб | Відсоток |
| -------------- | -------------- | -------- |
| румуни         | 5362           | 98,2%    |
| цигани         | 78             | 1,4%     |
| турки          | 11             | 0,2%     |

Рідною мовою назвали:
| Мова      | Кількість осіб | Відсоток |
| --------- | -------------- | -------- |
| румунська | 5368           | 98,4%    |
| циганська | 74             | 1,4%     |
| турецька  | 9              | 0,2%     |

## Археологія
Село відоме археологічною стоянкою, культура якої споріднена культурі Лепенського Виру (Сербія).